# Spellbound (Band)
Spellbound ist eine deutsche Thrash-Metal-Band aus Überlingen am Bodensee, die im Jahre 1999 gegründet wurde.

## Geschichte
Die Band wurde von David Maier (Gesang, E-Gitarre) und Kai Lohwasser (Schlagzeug) gegründet, welche sich aufgrund einer Anzeige im Rock-Hard-Magazin im Sommer 1999 begegneten. Anfangs spielten sie noch bei der Melodic-Death-Metal-Band Tears of Sadness aus Konstanz. Jedoch verblieben sie nicht lange dort, da die Band nicht ihren musikalischen Vorstellungen entsprach. Zusammen mit Lennart Vocke (Bass, später auch Gesang) und Daniel Tschoepe (E-Gitarre) gründeten sie die Band Spellbound, um alten Thrash Metal im Bay-Area-Stil zu spielen und diesen mit neuen Akzenten zu versehen. 1999 nahmen sie das Demo First Contact auf. Schließlich gab Maier den Posten des Sängers auf und Vocke übernahm stattdessen seine Position.
Im Jahre 2000 folgte das zweite Demo Extensions. Nach der Veröffentlichung folgte zwar zunächst eine Trennung und man versuchte sich bei anderen Bands, fand jedoch im Jahr 2002 wieder zusammen. Im Juli 2003 spielten sie schließlich auf dem Bang-of-Children-Festival, zusammen mit Bands wie Doro, Axxis und Madog. Noch im selben Jahr nahmen sie das Demo Violent Forces auf. Im November 2004 nahm die Band dann im Stage One Studio unter der Leitung von Andy Classen (Holy Moses, Tankard, Dew-Scented) ihr erstes Album Incoming Destiny auf. Über Sabina Classen (Holy Moses) erreichte die Band einen Vertrag bei ihrem Label Armageddon Music, das Incoming Destiny am 17. Oktober 2005 veröffentlichte. Kurz danach verließ Schlagzeuger Kai Lohwasser für kurze Zeit Spellbound. Stephan Runge wurde als Ersatz engagiert, welcher jedoch die Band wieder verließ, um sich mehr auf seine Familie zu konzentrieren. Lohwasser stieß wieder zur Band, um noch bei einigen weiteren Konzerten zu spielen.
Im April 2006 spielt die Band auf der W:O:A Roadshow 2006 zusammen mit Ensiferum, Orphaned Land und Noise Forest. Es folgten weitere Festivals wie das Baden in Blut, Thrash til Death und das Moshclub Festival, das gleichzeitig das letzte Konzert mit Lohwasser, aber auch mit Vocke, sein sollte. Andy Flache (Ex-Varix/-Entente) wurde neuer Schlagzeuger der Band. Für das Nachfolgealbum Nemesis 2665 spielte David Maier den Bass und übernahm wieder den Gesang, wie es auch schon bei der Gründung der Band der Fall war. 2007 wurde das Album dann veröffentlicht. Mit Hannes Jäger fand man zudem einen neuen Bassisten.
Inzwischen nach Nürnberg umgesiedelt fand Dave Maier mit Phil Carroll (Gitarre), Eldo Prosch (Schlagzeug) sowie Domi Merz (Bass) eine komplett neue Besetzung. Produziert wurde diesmal in Zusammenarbeit mit Jörg Wartmann (Frei.Wild/Eisbrecher) und R.D. Liapakis (Mystic Prophecy, Suicidal Angels) in vier verschiedenen Studios. Das Ergebnis trägt den Namen Nothing But the Truth und soll im Februar 2015 erscheinen. Das Albumcover wurde von Ed Repka entworfen.

## Stil
Stilistisch orientiert sich die Band am Thrash Metal der 1980er Jahre aus der San Francisco Bay Area. Thematisch handeln die Lieder meist von Politik, der Gesellschaft oder Gewalt. Der Klang der Musik wird mit Stücken von Bands wie Testament, Exodus, Forbidden, Heathen, aber auch Artillery und Destruction verglichen.

## Diskografie
- 1999: First Contact (Demo)
- 2000: Extensions (Demo)
- 2003: Violent Forces (Demo)
- 2005: Incoming Destiny (LP, Armageddon Music)
- 2007: Nemesis 2665 (LP, Armageddon Music)
- 2015: Nothing But The Truth (Bret Hard Records)